# Spitalul Clinic Municipal Arad

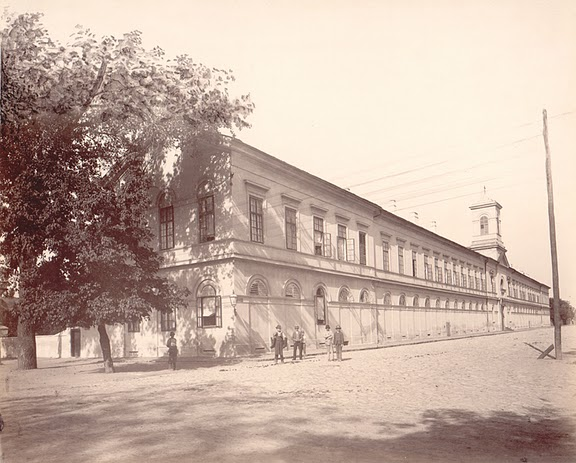
Imagine veche

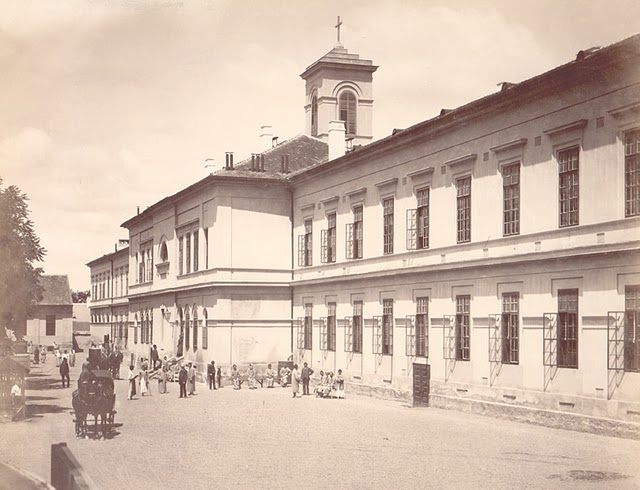
Imagine veche

Construirea a fost inițiată încă din 1775, înființîndu-se o fundație pentru colectarea banilor. Construcția propriu zisă a fost începută în anul 1833 langă o întinsă zonă impădurită, din care a rămas până astăzi Păduricea. Primele două saloane au fost deschise în 1836. În acest spital a avut loc prima operație cu anestesie din Arad, efectuată de medicul-director Csiky János.
Clădirea a funcționat ca spital în timpul revoluției din 1848-49. În a doua jumătate a secolului XIX. spitalul a fost lărgit, adăugându-se și o capelă cu turn. În anii 1930 în curte au fost inființate secții noi. Aspectul exterior al clădirii nu s-a schimbat, păstrându-se elementele de ornamentație ale stilurilor baroc și clasicist mai ales pe fațada dinspre Piața Mihai Viteazul.

## Bisericuța din incinta Spitalului Municipal

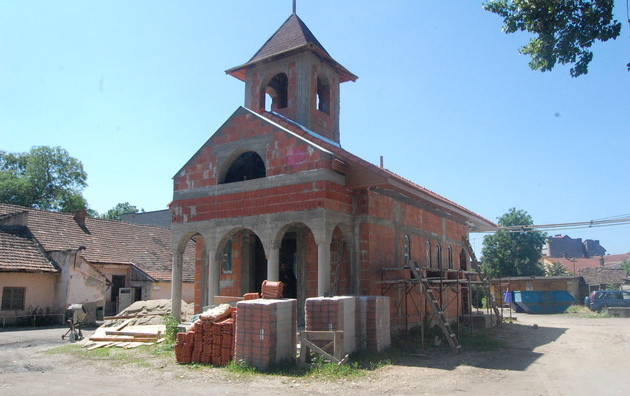
Bisericuța

Este o obișnuință ca în toate spitalele din țară să existe o capelă sau un colț în care bolnavii să se poată ruga pentru un ajutor divin. În incinta Spitalului Municipal Arad există încă din 1990 o astfel de capelă, iar de aproximativ 4 ani o mică bisericuță se ridică în curtea spitalului, din inițiativa dr. Teodora Olariu, directorul Spitalului Municipal Arad.